# Chúa tể Voldemort
Voldemort (/ˈvoʊldəmɔːr/, /-mɔːrt/ trong phim) là biệt hiệu của Tom Marvolo Riddle, một nhân vật hư cấu và là nhân vật phản diện chính trong loạt tiểu thuyết Harry Potter của nhà văn nữ người Anh, J. K. Rowling. Voldemort xuất hiện lần đầu trong Harry Potter và Hòn đá phù thủy, được xuất bản vào năm 1997. Voldemort xuất hiện trực tiếp hoặc trong các đoạn hồi tưởng trong mỗi cuốn sách và loạt phim chuyển thể cùng tên ngoại trừ phần ba, Harry Potter và tên tù nhân ngục Azkaban, trong đó hắn được nhắc đến chứ không lộ diện.
Voldemort là kẻ thù không đội trời chung của Harry Potter, người mà theo lời tiên tri có "sức mạnh đánh bại Chúa tể Hắc ám". Hắn ta cố gắng giết cậu bé, nhưng thay vào đó lại giết cha mẹ của cậu, Lily và James Potter, và để lại cho Harry một vết sẹo trên đầu dưới hình dạng một tia chớp. Gần như mọi phù thủy hoặc pháp sư không dám thốt ra tên của hắn và thay vào đó gọi hắn bằng những biệt hiệu như "Kẻ-mà-ai-cũng-biết-là-ai-đấy", "Kẻ-chớ-gọi-tên-ra" (bởi vì cái tên "Voldemort" đã khiên các phù thủy bị khiếp sợ và sẽ có một lời nguyền chết chóc được đặt trên tên "Voldemort" cho nên người ta mới đặt ra những biệt danh cho Voldemort). Nỗi ám ảnh của Voldemort với sự thuần khiết của dòng máu cho thấy mục tiêu của hắn ta là loại bỏ dòng dõi Muggle (không có phép thuật) trong thế giới phù thủy và chinh phục cả hai thế giới, Muggle và phù thủy, để đạt được sự thống trị của dòng máu thuần chủng. Thông qua gia đình bên ngoại, Voldemort là hậu duệ cuối cùng của pháp sư Salazar Slytherin, một trong bốn người sáng lập Trường Phù thủy và Pháp sư Hogwarts. Hắn là thủ lĩnh của Tử thần Thực tử, một nhóm các pháp sư và phù thủy độc ác chuyên tiêu diệt Thế giới Phù thủy của Muggles và đưa Voldemort trở thành kẻ thống trị tối cao tại đây.

## Phát triển nhân vật
Trong một cuộc phỏng vấn năm 1999, Rowling cho biết Voldemort được coi là kẻ thù không đội trời chung của Harry Potter, và lúc đầu bà cố ý không tiết lộ cốt truyện của Voldemort. "Ý tưởng cơ bản là Harry không biết bản thân là một phù thủy ... Và vì vậy tôi đã làm việc ngược lại từ vị trí đó để tìm hiểu xem điều đó có thể xảy ra như thế nào, rằng cậu bé sẽ không biết mình là người như thế nào. ... Khi cậu được một tuổi, tên phù thủy độc ác nhất hàng trăm năm đã định giết cậu. Hắn ta đã giết cha mẹ của Harry, và sau đó cố gắng giết Harry - hắn cố gắng tạo lời nguyền lên cậu bé. ... Harry phải tìm ra trước chúng ta. Và — vậy — nhưng vì một lý do bí ẩn mà không ai biết được tại sao lời nguyền không có tác dụng với Harry. Vì vậy, hắn đã để lại với vết sẹo hình tia chớp này trên trán cậu bé và lời nguyền dội lại lên tên phù thủy độc ác, kẻ đã lẩn trốn kể từ đó.
Trong cuốn thứ hai, Rowling khẳng định rằng Voldemort ghét những pháp sư không thuần huyết, mặc dù bản thân là một đứa trẻ lai giữa dòng máu phù thủy và Muggles.
Trong một cuộc phỏng vấn năm 2000 với BBC, Rowling mô tả Voldemort là một kẻ có xu hướng tự đày đọa bản thân: "Tôi nghĩ thường xảy ra trường hợp những kẻ bắt nạt mạnh nhất coi những gì họ biết là khuyết điểm của chính mình, vì họ hiểu điều đó, và họ áp những thứ đó lên người khác và sau đó họ cố gắng tiêu diệt người kia và đó là những gì Voldemort làm." Cùng năm đó, Rowling nói chính xác hơn về Voldemort. Cô bắt đầu liên tưởng Voldemort tới những bạo chúa ngoài đời thực, mô tả nhân vật này là "một kẻ tâm thần cuồng nộ, không có phản ứng bình thường của con người trước sự đau khổ của người khác". Tuy nhiên, vào năm 2004, Rowling nói rằng cô không xây dựng Voldemort dựa trên bất kỳ nhân vật nào ngoài đời thực. Năm 2006, Rowling còn chia sẻ rằng Voldemort trong thâm tâm có một nỗi sợ hãi của con người: "nỗi sợ cái chết". Tác giả chia sẻ: "Nỗi sợ hãi của Voldemort là cái chết, cái chết ô nhục. Ý tôi là, hắn coi cái chết là điều ô nhục. Hắn cho rằng đó là một điểm yếu đáng xấu hổ của con người, như bạn biết. Nỗi sợ hãi tồi tệ nhất của hắn là cái chết."
Xuyên suốt loạt truyện, Rowling khẳng định rằng Voldemort rất đáng sợ trong thế giới phù thủy đến mức ngay cả khi nói tên hắn cũng bị coi là nguy hiểm. Hầu hết các nhân vật trong tiểu thuyết đều gọi hắn bằng biệt danh thay vì gọi to tên của hắn. Trong Harry Potter và Bảo bối Tử thần, một câu thần chú "cấm kỵ" được đặt theo tên, để Voldemort hoặc những kẻ lựa chọn đi theo hắn có thể truy tìm bất cứ ai nói ra nó. Bằng cách này, những kẻ theo chân Voldemort cuối cùng đã tìm thấy và bắt được Harry cùng những người bạn Ron Weasley và Hermione Granger. Trong cuốn sách thứ hai, Rowling tiết lộ rằng Ta là Chúa tể Voldemort là một phép đảo chữ cái tên khai sinh của nhân vật, Tom Marvolo Riddle. Theo tác giả, tên của Voldemort là một từ được phát minh ra. Một số nhà phân tích văn học đã xem xét các ý nghĩa có thể có trong tên: Philip Nel tin rằng Voldemort có nguồn gốc từ tiếng Pháp «vol de mort» có nghĩa là "chuyến bay của cái chết", và trong một bài báo năm 2002, Nilsen và Nilsen gợi ý rằng độc giả có "cảm giác rùng rợn" từ cái tên Voldemort, vì từ tiếng Pháp "mort" ("cái chết") trong nó và sự liên kết của từ đó với các từ tiếng Anh ghép lại có nguồn gốc từ tiếng Latinh mors.

## Về tên gọi
Nhà văn J.K. Rowling đã chơi chữ, khi sắp xếp các chữ cái trong tên Tom Marvolo Riddle sẽ ra câu: “I am Lord Voldemort”. "Marvolo” là từ kết hợp giữa “Marvelous” (tuyệt vời) và thuật ngữ “volo” trong tiếng Latin, có nghĩa là “khao khát” hoặc là “biến đổi một cách nhanh chóng”. Lý giải cho cái tên này, là việc danh tiếng của Voldemort tăng đột biến kèm với đó là hiểm họa đáng sợ mà hắn mang lại.
Về phía cái tên mới “Voldemort”, có thể được liên tưởng đến "bay đến cái chết" hay là "kẻ trộm chết chóc" trong tiếng Pháp (Vol de Mort).
Ở bản dịch của nhiều nước, tên của nhân vật đã phải đổi để sau khi đảo chữ cái cũng ra được câu: “Ta là Chúa tể Voldemort” trong ngôn ngữ của họ. Cụ thể:
- Tiếng Tây Ban Nha: Tom Sorvolo Ryddle → Soy Lord Voldemort
- Tiếng Pháp: Tom Elvis Jedusor → Je suis Voldemort
- Tiếng Hà Lan: Marten Asmodom Vilijin → Mijn naam is Voldemort
- Tiếng Thổ Nhĩ Kỳ: Tom Marvoldo Riddle → Adim Lord Voldemort
- Tiếng Bồ Đào Nha: Tom Servolo Riddle → Eis Lord Voldemort
- Tiếng Đan Mạch: Romeo G. Detlev Jr. → Jeg er Voldemort
- Tiếng Ý: Tom Orvoloson Riddle → Son io Lord Voldemort
- Tiếng Séc: Tom Rojvol Raddle → Já, Lord Voldemort
- Tiếng Phần Lan và tiếng Thụy Điển: Tom Gus Mervolo Dolder → Ego sum Lord Voldemort.

## Ngoại hình

### Harry Potter và Hòn đá phù thủy
Voldemort xuất hiện lần đầu trong Harry Potter và Hòn đá phù thủy. Trong câu chuyện này, Rowling giới thiệu hắn ta là Chúa tể Voldemort, kẻ đã cố gắng giết Harry Potter vì cậu bé được tiên tri sẽ tiêu diệt hắn. Voldemort đã sát hại cha mẹ của Harry, James và Lily, nhưng kết quả của tình yêu và sự sẵn sàng hy sinh của mẹ vì con trai nên Harry đã sống sót khi Voldemort cố gắng giết cậu bằng Lời nguyền giết chóc. Voldemort bị biến mất, và kết quả là Harry bị để lại một vết sẹo bí ẩn hình tia chớp trên giữa trán.
Trong cuốn sách, Voldemort cố gắng lấy lại cơ thể đã tan biến của mình nhưng không thành công bằng cách đánh cắp Hòn đá Phù thủy. Để đạt được mục tiêu của mình, Voldemort sử dụng sự trợ giúp của Giáo sư Quirrell bằng cách bám vào phía sau đầu của người này. Tuy nhiên, ở đoạn cao trào của cuốn sách, Harry đã ngăn được Voldemort ăn cắp viên đá.

### Harry Potter và phòng chứa bí mật
Trong phần thứ hai, Harry Potter và Phòng chứa bí mật, Rowling giới thiệu Tom Marvolo Riddle, hiện thân của một Voldemort tuổi thiếu niên sống trong một cuốn nhật ký ma thuật do Ginny Weasley tìm thấy. Trong cuốn sách này, Ginny được viết là một cô bé nhút nhát có tình cảm với Harry. Cảm thấy lo lắng và cô đơn, cô bắt đầu viết nhật ký và chia sẻ nỗi sợ hãi sâu sắc nhất của mình và nhận thấy sự đồng cảm (giả vờ) từ Tom. Tuy nhiên, ở cao trào của câu chuyện, khi Tom sắp xếp lại các chữ cái trong tên của mình để viết "Ta là Chúa tể Voldemort", Riddle được tiết lộ là biểu hiện phép thuật của một chàng trai mà sau này lớn lên trở thành Chúa tể Hắc ám. Riddle nói rằng hắn đã trở nên mạnh mẽ trước nỗi sợ hãi của Ginny và cuối cùng bắt cóc cô bé, sử dụng cô bé như một con tốt để mở Phòng chứa Bí mật, khi một con rắn Tử xà (Basilisk) được thả tự do và hóa đá một số học sinh Hogwarts. Harry đánh bại sự hiện ra của Riddle khỏi cuốn nhật ký và Tử xà. Trong Harry Potter và Hoàng tử lai, thầy hiệu trưởng Albus Dumbledore đã nói cho Harry biết rằng cuốn nhật ký này là một trong 7 Trường sinh linh giá của Voldemort.

### Harry Potter và tên tù nhân ngục Azkaban
Voldemort không xuất hiện trong phần 3, Harry Potter và tên tù nhân ngục Azkaban, dù là trực diện hay dưới dạng một phép thuật. Tuy nhiên, hắn chỉ được nghe thấy khi Harry bất tỉnh do tác động khắc nghiệt của một Giám ngục. Vào cuối câu chuyện, Sybill Trelawney, giáo sư Bói toán, đưa ra một lời tiên tri thực sự hiếm có: "Chúa tể Hắc Ám nằm một mình và không có bạn bè, bị bỏ rơi bởi những người theo của mình. Kẻ phụng sự hắn đã bị xiềng xích trong mười hai năm. Đêm nay, trước nửa đêm, người đầy tớ sẽ được tự do và lên đường để gặp lại chủ. Chúa tể Hắc ám sẽ sống lại với sự trợ giúp của đầy tớ của hắn, vĩ đại và khủng khiếp hơn bao giờ hết. Tối nay ... trước nửa đêm ... người hầu ... sẽ lên đường ... tái hợp ... chủ nhân ..." Mặc dù ban đầu người ta ngụ ý rằng lời tiên tri ám chỉ đến Sirius Black, nhân vật tưởng chừng như là phản diện trong cuốn sách, người hầu cuối cùng được tiết lộ là Peter Pettigrew, kẻ đó trong 12 năm kể từ khi Voldemort sụp đổ, đã được cải trang thành con chuột cưng của Ron, Scabbers.

### Harry Potter và chiếc cốc lửa
Trong phần thứ tư của bộ truyện, Harry Potter và Chiếc cốc lửa, Voldemort xuất hiện trở lại trong phần đầu và phần cuối của cuốn sách. Rowling cho phép nhiều yếu tố cốt truyện dường như không liên quan đến trật tự. Nó được tiết lộ rằng tay sai của Voldemort Barty Crouch Jr, cải trang thành giáo sư Hogwarts là Moody Mắt điên (Mad-Eye Moody), đã thao túng các sự kiện của Giải đấu Tam pháp thuật (Triwizard) có lợi cho Harry. Mục tiêu của Voldemort là dịch chuyển Harry dưới sự giám sát của cụ Dumbledore với tư cách là một người tham gia bất đắc dĩ đến nghĩa địa Hangleton Nhỏ, nơi chôn cất gia đình Riddle. Harry bị bắt và, sau khi Pettigrew sử dụng máu của Harry để thực hiện một nghi lễ ma thuật khủng khiếp, Voldemort lấy lại cơ thể và khôi phục toàn bộ sức mạnh của mình. Lần đầu tiên trong loạt phim, Rowling mô tả ngoại hình của hắn: "cao và gầy như bộ xương", với khuôn mặt "trắng hơn đầu lâu, với đôi mắt to, màu đỏ tươi và chiếc mũi tẹt như một con rắn không lỗ mũi" . Rowling viết rằng "bàn tay hắn giống như những con nhện lớn và nhợt nhạt; những ngón tay dài trắng bệch của hắn vuốt ve ngực, cánh tay, khuôn mặt của mình; đôi mắt đỏ, với đồng tử có vết rạn như mắt mèo, vẫn sáng hơn trong bóng tối". Ngoài ra cũng tiết lộ rằng, trong khi ở Albania, Pettigrew đã bắt giữ viên chức Bộ Pháp thuật Bertha Jorkins, đã bị tra tấn để biết thông tin về Bộ. Sau khi chúng biết rằng Barty Crouch Jr, một Tử thần Thực tử trung thành, đã bị đưa ra khỏi Azkaban và bị giam riêng tại nhà của cha mình, chúng đã giết cô. Với sự giúp đỡ của Pettigrew, Voldemort tạo ra một cơ thể nhỏ bé, thô sơ, đủ thể chất để đi lại và thực hiện phép thuật, đồng thời lập kế hoạch khôi phục cơ thể của chính mình bằng cách bắt giữ Harry. Một phần của kế hoạch đã bị nghe lén bởi Frank Bryce, một người làm vườn, người mà sau đó Voldemort đã giết chết.
Voldemort sau đó hoàn thành kế hoạch và trở lại cuộc sống trong cơ thể đầy đủ của mình do kết quả của nghi lễ với máu của Harry. Sau đó, hắn triệu tập các Tử thần Thực tử của mình đến nghĩa địa để chứng kiến cái chết của Harry khi thách đấu với Harry trong một trận đấu tay đôi. Tuy nhiên, khi Voldemort đấu với Harry, cây đũa phép của họ bị khóa với nhau một cách kỳ diệu do lõi của hai cây đũa phép đều làm từ lông đuôi của một con phượng hoàng. Tiếp đó một hiện tượng được tiết lộ là Priori Incantatem, những biểu hiện giống như bóng ma của những nạn nhân gần đây nhất của Voldemort (bao gồm cả cha mẹ của Harry) đã xuất hiện và đánh lạc hướng Voldemort, cho phép Harry có đủ thời gian để trốn thoát qua Portkey cùng với xác của bạn học, Cedric Diggory, người đã bị Pettigrew sát hại theo lệnh của Voldemort.

### Harry Potter và Hội Phượng Hoàng
Voldemort xuất hiện ở đoạn cao trào của cuốn thứ năm, Harry Potter và Hội Phượng hoàng, một lần nữa âm mưu chống lại Harry. Trong cuốn sách này, Harry phải trải qua những căng thẳng tột độ về cảm xúc, và theo Rowling, cần phải chứng minh rằng Harry là người dễ bị tổn thương về mặt tình cảm và do đó là con người, trái ngược với kẻ thù không đội trời chung Voldemort, kẻ vô cảm và vô nhân đạo: "[Harry là] một anh hùng rất con người và điều này rõ ràng là có một sự tương phản, giữa cậu bé, với tư cách là một anh hùng rất con người, và Voldemort, kẻ đã cố tình  hủy hoại  bản thân. […]  và Harry do đó, đã phải đạt đến một điểm mà hắn gần như sụp đổ". "  
Trong cuốn sách này, Voldemort tận dụng việc Bộ Pháp thuật từ chối tin rằng hắn ta đã trở lại. Voldemort tạo ra một âm mưu giải phóng Bellatrix Lestrange và các Tử thần Thực tử khác khỏi Azkaban và sau đó bắt tay vào một kế hoạch lấy lại toàn bộ hồ sơ của một lời tiên tri được lưu trữ trong Bộ Pháp thuật về Harry và chính hắn. Hắn gửi một nhóm Tử thần Thực tử để lấy lại lời tiên tri, nơi Hội Phượng hoàng gặp chúng. Tất cả trừ Bellatrix đều bị bắt, và Voldemort tham gia vào một cuộc đấu tay đôi dữ dội với Dumbledore. Khi cụ Dumbledore chiếm được ưu thế, Voldemort cố gắng chiếm hữu Harry nhưng không thể; Harry có quá nhiều thứ mà Voldemort thấy không thể hiểu nổi, và thứ mà hắn ghét là sự yếu đuối: tình yêu. Cảm thấy rằng cụ Dumbledore sẽ chiến thắng, Voldemort biến mất, nhưng không phải trước khi Bộ trưởng Bộ Pháp thuật gặp trực tiếp hắn, khiến hắn trở lại công khai trong cuốn sách tiếp theo.

## Nhà Gaunt
Gia đình Gaunt xuất hiện lần đầu trong Harry Potter và hoàng tử lai là một trong những gia đình phù thủy hư cấu trong bộ truyện Harry Potter của nữ nhà văn Anh Quốc J. K. Rowling. Đây là gia đình phù thủy thuần chủng. Gia đình Gaunt là một dòng họ pháp sư rất lâu đời nổi tiếng về tính khí hung tợn và bất thường truyền qua nhiều thế hệ do tập quán kết hôn với bà con họ hàng. Thiếu hiểu biết cộng với kiểu cách quý tộc phô trương bởi trong mình mang dòng máu của Salazar Slytherin đã đưa tới hậu quả là của cải của dòng họ bị hoang phí qua rất nhiều thế hệ trước khi hậu duệ cuối cùng của dòng họ là Marvolo, Morfin và Merope chào đời. Gia đình của Marvolo phải sống trong một căn chòi đổ nát với di sản của dòng họ là chiếc dây chuyền của Salazar Slytherin và chiếc nhẫn cẩn đá đen của anh em nhà Peverell.
Thành viên chính:
- Marvolo Gaunt: chủ gia đình Gaunt. Ông đã bị tuyên án 6 tháng tù trong ngục Azkaban vì tội tấn công ông Ogden - Trưởng đội thi hành Pháp thuật ở Bộ Pháp thuật. Ông Ogden trong lúc tới gia đình Gaunt để mời con trai Marvolo - Morfin về hầu tòa vì tội tấn công Muggle đã bất đồng ý kiến với Marvolo về dòng máu thuần chủng. Sau khi từ Azkaban trở về, ông chỉ thấy được bức thư từ biệt của con gái - Merope, không lâu sau đó ông đã chết.
- Morfin Gaunt: con trai của Marvolo. Ông đã bị kết án ba năm tù vì tội tấn công Muggle và ông Ogden. Sau khi ông trở về thì cha ông đã chết, còn em gái thì đã bỏ đi để cưới một Muggle là Tom Riddle. Sau đó, ông lại bị buộc tội giết cả nhà Riddle mà thực ra hung thủ là đứa cháu Tom Marvolo Riddle của ông và ông đã chết ở trong ngục.
- Merope Gaunt: Merope đã phải trải qua 18 năm trong cuộc đời không dễ chịu gì. Bị cha và anh trai xem là vô dụng và không có mẹ chăm sóc, bà bị đối xử không khác gì nô lệ trong gia đình. Bà bị khinh mạt đến tột đỉnh và buộc phải làm mọi công việc trong nhà cho Marvolo và Morfin, trong khi họ chẳng làm gì khác ngoài việc đóng đinh những con rắn vào cánh cửa và thể hiện sự căm ghét Muggle cũng như Máu bùn. Bà thường bị hành hạ cả thể xác lẫn tinh thần bởi ông Marvolo, người thường la hét, đánh đập bà và xem đó như việc làm thoải mái nhất trong ngày. Vì thế mà, đến năm 18 tuổi, bà dường như kiệt sức và thảm hại. Nguồn hy vọng duy nhất trong đời và chính là một chàng trai Muggle trẻ tuổi, khôi ngô tên là Tom Riddle, mà từng di ngang qua căn nhà của bà – bà thường chăm chú dõi theo anh ta khi anh ta đi qua và mơ ước một cuộc sống với mọi thứ đều thay đổi. Sau khi cả Marvolo và Morfin đã bị bắt và nhốt trong ngục Azkaban. Merope bắt đầu kế hoạch để thoát khỏi tình trạng khốn khổ hiện thời. Bà đã chuẩn bị một liều Tình Dược, mà bà đã làm cho Riddle phải uống, ngay sau đó, liều thuốc đã có tác dụng. Dưới ảnh hưởng của liều thuốc, Riddle đã yêu bà, và cả hai đã bỏ nhà ra đi, trước sự kinh ngạc của người dân ở Hangleton nhỏ. Bởi vì không đơn giản khi con trai của một điền chủ lại ra đi với con gái của một tên điên.

Họ đã nhanh chóng cưới nhau, với ảnh hưởng liều thuốc của Merope, và bà đã mang thai sau một năm cưới Tom Riddle. Tuy nhiên, thời gian đó bà đã phạm một sai lầm lớn. Không thỏa mãn với tình yêu dựa trên ma thuật và dối trá cùng với việc nô dịch chồng bằng phương tiện pháp thuật, bà đã ngừng sử dụng liều thuốc, bởi vì bà tin rằng Riddle đã thực sự yêu thương bà hoặc hẳn là nếu anh ta biết sự thật thì vẫn sẽ ở lại với bà vì đứa con mà Merope mang trong bụng. Nhưng đáng buồn thay, bà đã tính toán sai trong cả hai trường hợp. Riddle khi thoát khỏi tác dụng của Tình dược đã ra đi và trở về căn nhà của gia đình, lý giải mọi việc đều là dối trá. Merope bị bỏ lại một mình, đang mang thai và cô độc. Chính lúc này, Merope, ghê tởm cuộc đời của bà, không bao giờ sử dụng ma thuật nữa. Không ai biết bà đã đi đâu, nhưng vào đêm Giáng Sinh năm 1926, bà đã xuất hiện ở tiệm Borgin và Burkes ở Hẻm Xéo, mang thai, thiếu tiền và cố gắng bán đi vật gia truyền, chiếc mề đay của Salazar Slytherin. Ông Burke đã trả bà 10 đồng vàng Galleon và bà đã biến mất một lần nữa, xuất hiện kế tiếp trên bậc thềm của một trại mồ côi vào năm mới. Bà đã hạ sinh một bé trai sau khi đến đó được một giờ, và một giờ sau, bà đã chết. Bà đã cố gắng sống để đặt tên cho con là Tom Marvolo Riddle và tất nhiên bà có thể sử dụng phép thuật để cứu mình nhưng với Merope Gaunt, niềm hy vọng có được một cuộc sống hạnh phúc đã trôi qua, tất cả những điều ấy đã tan thành mây khói, không còn gì cả. Không muốn dùng đũa phép để cứu lấy bản thân, bà đã chấp nhận ra đi, bất chấp đứa con trai bé bỏng đang cần đến mình

## Thời niên thiếu
Chúa tể Voldemort được sinh ra dưới cái tên Tom Marvolo Riddle vào đêm cuối năm 1926, con của Tom Riddle và Merope Riddle (có họ Gaunt trước khi lấy chồng). Tom Riddle cha là "Muggle", còn Merope là một nữ phù thủy chính gốc, mang dòng máu của vị cố tổ Salazar Slytherin, nhưng quyền năng phép thuật của bà chỉ được phát huy tối đa khi không bị cha mình khủng bố. Tất cả các con cháu của Salazar Slytherin đều không còn, nên Voldemort trở thành người thừa kế cuối cùng của ông ta.

## Khi còn học ở Hogwarts

Diễn viên Christian Coulson trong vai Tom Marvolo Riddle trong phim Harry Potter và Phòng chứa bí mật

Trong thời gian là học sinh tại Hogwarts, Tom đã khá thành công trong việc che đậy động cơ gây tội ác của hắn và bằng cách trở thành một học sinh xuất sắc ở mọi môn, một huynh trưởng có trách nhiệm và kỉ luật. Mặc dù Dumbledore chưa bao giờ quên những gì Riddle đã tự thú nhận với ông, nên Dumbledore cũng chưa bao giờ hoàn toàn tin tưởng hắn. Cái tên Tom Marvolo Riddle nhanh chóng bị sắp xếp lại thành I am Lord Voldemort (Ta là Chúa tể Voldemort). Sau khi rời khỏi Hogwarts, Tom đã từ bỏ hẳn tên thật của mình và sử dụng tên tự đặt rộng rãi hơn - Chúa tể Voldemort. Ngay từ lúc Tom còn ở trong Hogwarts, hắn bao bọc bản thân bằng một nhóm bè đảng cùng nhà Slytherin, những kẻ hắn gọi là bạn bè, nhưng thật sự là những kẻ hắn không hề có lòng trắc ẩn. Rất nhiều kẻ trong số đó đã trở thành Tử Thần Thực Tử. Trong năm thứ sáu của Tom tại Hogwarts, hắn đã mở Phòng chứa bí mật, giải phóng con Tử xà (Basilisk) và giết Myrtle, một học sinh có dòng máu Muggle. Chỉ có giáo sư Dumbledore là nghi ngờ hắn (tập 2 Harry Potter và phòng chứa bí mật) dù Tom đã nhận được rất nhiều tình thương yêu và tin tưởng từ những giáo viên khác, bao gồm cả thầy Độc dược, giáo sư Horace Slughorn (tập 6) và đổ tội cho một học sinh năm thứ 3 là Rubeus Hagrid. Bởi vì lúc đó chưa ai từng đặt chân đến Phòng chứa bí mật mà cũng không biết trong đó có gì nên cứ nghĩ kẻ giết Myrtle là con Nhền nhện 8 mắt khổng lồ mà Hagrid lén nuôi.

## Con đường riêng
Sau khi hoàn thành chương trình học của mình, Voldemort nộp đơn xin trở thành một giáo sư tại trường Hogwarts. Dumbledore phán đoán việc này nhằm mục đích để đạt được những đồ vật thuộc về Godric Gryffindor hoặc Rowena Ravenclaw. Voldemort bị từ chối bởi thầy hiệu trưởng lúc bấy giờ là Dippet, với lý do còn quá trẻ, chưa đủ kinh nghiệm.Thay vào đó, hắn tạm thời làm việc tại tiệm Borgin và Burkes, nhưng lại bỏ đi sau khi chiếm được, bằng cách trộm cắp và ám sát, cái dây chuyền của Slytherin và cái cúp có huy hiệu hình con lửng của Hufflepuff, có nhiều khả năng là để dùng làm "Trường sinh Linh giá" (Horcrux). Sau đó hắn biệt tăm và không còn được nhắc đến trong vòng nhiều năm. Mười năm sau, hắn trở lại Hogwarts để yêu cầu công việc làm giáo viên môn Phòng chống Nghệ thuật Hắc ám, nhưng lại bị thầy hiệu trưởng Dumbledore từ chối bởi vì hắn đã tự chứng tỏ mình không đáng tin cậy. Vào lúc này Voldemort mang ngoại hình rất ít giống con người, và yêu cầu được gọi bằng cái tên mà hắn tự đặt thay vì Tom Riddle, nhưng Dumbledore đã từ chối. Và kể từ đó không giáo viên nào có thể giữ được công việc này quá 1 năm.